# Арлекин (фильм)
«Арлекин» (в США известный как «Тёмные силы») — австралийский триллер 1980 года режиссёра Саймона Уинсера с Робертом Пауэллом, Кармен Дункан и  Дэвидом Хеммингсом в главных ролях. Фильм представляет собой современную интерпретацию исторического персонажа Распутина.

## Сюжет
Юный сын подающего серьёзные политические надежды сенатора США Ника Раста неизлечимо болен лейкемией. Появляется таинственный целитель Грегори Вулф и, кажется, исцеляет мальчика. Жена Раста, Сэнди, увлекается Вулфом и попадает в зависимость от него, но влиятельные круги, стоящие за карьерой Ника, представленные стареющим воротилой Доком Уиланом, не в восторге от развития событий.

## В ролях
- Роберт Пауэлл в роли Грегори Вулфа
- Дэвид Хеммингс в роли Ника Раста
- Кармен Дункан в роли Сэнди Раст
- Бродерик Кроуфорд в роли Дока Уилана
- Элисон Бест в роли Элис
- Алан Кассел в роли Портера
- Марк Спейн в роли Алекса Раста
- Джон Фроули в роли доктора Лавлока

## Производство
Сценарий был написан с расчётом на Дэвида Боуи в главной роли, и с ним велись переговоры, но в последний момент создатели фильма передумали и выбрали Роберта Пауэлла. Изначально на роль сенатора был выбран Орсон Уэллс, но тот запросил 80 000 долларов в неделю в течение двух недель, поэтому вместо него выбрали Бродерика Кроуфорда.

## Восприятие
Фильм провалился в австралийском прокате (за исключением Перта), но имел большой успех за рубежом. Саймон Уинсер говорил, что он был особенно успешным в Южной Америке, отчасти благодаря популярности там Роберта Пауэлла.
Кинокритик Ричард Куйперс отмечал, что «Арлекин», несмотря на ряд огрехов и минусов, «один из самых изысканных и напряжённых австралийских фильмов своего времени».

## Награды и номинации
| Премия                         | Категория                            | Номинант                 | Итог      |
| ------------------------------ | ------------------------------------ | ------------------------ | --------- |
| AACTA Awards (1980 AFI Awards) | Лучший режиссёр                      | Саймон Уинсер            | Номинация |
| AACTA Awards (1980 AFI Awards) | Лучшая женская роль                  | Кармен Дункан            | Номинация |
| AACTA Awards (1980 AFI Awards) | Лучший монтаж                        | Эдриан Карр              | Номинация |
| AACTA Awards (1980 AFI Awards) | Лучшая работа художника-постановщика | Бернард Хайдс            | Номинация |
| AACTA Awards (1980 AFI Awards) | Лучшая работа художника по костюмам  | Терри Райан              | Номинация |
| Сатурн                         | Лучший иностранный фильм             | Лучший иностранный фильм | Номинация |
| Кинофестиваль в Сиджесе        | Лучший сценарий                      | Эверетт Де Рош           | Победа    |
| Кинофестиваль в Сиджесе        | Лучшая операторская работа           | Гэри Хансен              | Победа    |
| Кинофестиваль в Сиджесе        | Приз международного жюри критиков    | Саймон Уинсер            | Победа    |